# هايتس (مقاطعة دوغلاس)
هايتس، مقاطعة دوغلاس (بالإنجليزية: Highland, Douglas County, Wisconsin)‏ هي بلدة تقع بولاية ويسكونسن في الولايات المتحدة. تبلغ مساحتها 202.2 (كم²)، وترتفع عن سطح البحر 371 م، بلغ عدد سكانها 245 نسمة في عام 2000 حسب إحصاء مكتب تعداد الولايات المتحدة وتصل الكثافة السكانية فيها 1.2 نسمة/كم2.

## وصلات خارجية
- www.townofhighland.net
- The US50 - Cities and Towns in Wisconsin State
- Wisconsin Cities and Towns, Facts, Map, Flag, Colleges, Government, and More